# Лонгини, Марко
Ма́рко Лонги́ни (итал. Marco Longhini; род. 26.7.1960, Мантуя) — итальянский дирижёр, певец и музыковед, специализируется на итальянской музыке позднего Возрождения и раннего барокко.

## Очерк биографии и творчества
В 1983 г. Лонгини окончил Падуанскую консерваторию по специальности «хоровое дирижирование», в 1988 г. — по специальности «пение». В 1994 г. окончил Миланскую консерваторию имени Дж. Верди по специальности «оркестровое дирижирование» (классы Г. Беллини и Дж. Таверны). В 1995 г. в Венецианском университете защитил диссертацию по архитектуре «Воображаемое и городское пространство».
Творческая личность Лонгини сформировалась в 1980-х гг., в том числе под влиянием Пола Хильера (основателя Hilliard Ensemble) и Энтони Рули (руководителя ансамбля Consort of Musicke), с которыми он сотрудничал. В 1992 г. основал и возглавил вокальный (позднее также инструментальный) ансамбль Delitiae Musicae (штаб-квартира в Вероне), в основе репертуара которого — итальянская музыка XVI—XVII вв. Характерная черта реконструкций Лонгини — использование исключительно мужских голосов (среди прочих в его ансамбле пели Клаудио Кавина и Джузеппе Малетто), иногда с привлечением сессионных дискантов (мальчиков).
Также для его реконструкций характерны подчёркнуто медленные (по сравнению с трактовками других аутентистов) темпы. Сам Лонгини мотивировал свою трактовку тем, что «темп жизни в те времена был гораздо медленнее нынешнего, а внимание к деталям считалось основополагающей особенностью в любом произведении искусства». В целом ансамбль Лонгини отличает точность интонирования (особенно в сложном контексте хроматической гармонии), безукоризненная ритмическая дисциплина, виртуозная техника солистов. Лонгини выступал также как оперный дирижёр, в том же репертуаре, среди постановок — «Орфей» Антонио Сарторио (1999, «Театро делла Фортуна», Фано).
С 1993 г. Лонгини — профессор в Брешианской консерватории имени Луки Маренцио, преподаёт хоровое дирижирование, ведёт собственный курс «Архитектура, иконография и история искусства». Гастролировал с ансамблем Delitiae Musicae в Италии и за рубежом (преимущественно в Западной Европе), выступал на международных музыкальных фестивалях в Кремоне («Фестиваль Клаудио Монтеверди», 2005, 2013), Утрехте (Oude Muziek, 2007), Фрибуре (Festival International de Musiques Sacrées, 2010), Цюрихе (Alte Musik, 2009) и др. В 2010 и 2016 гг. в Московской консерватории дал мастер-классы по интерпретации итальянской ансамблевой и хоровой музыки XVI—XVII веков.
Самый масштабный исполнительский проект М. Лонгини — мадригалы и другие светские сочинения Клаудио Монтеверди: 9 печатных «книг» мадригалов, сборник «Scherzi musicali» (1632), полифоническая и монодическая версии «Плача Ариадны», неопубликованные пьесы разных жанров, в том числе «Ламенто Олимпии». Записи этих сочинений опубликованы на 15 CD (лейбл Naxos) в 2002—2019 гг. Среди других аудиозаписей: все мадригалы (6 «книг») Карло Джезуальдо (2010—2013), 4 мадригальные комедии Адриано Банкьери — «Сумасбродство старости», «Благоразумие юности» (обе — 1998), «Наука развлечения» и «Музыкальные метаморфозы» (обе — 2010), «Представление о Душе и Теле» Эмилио де Кавальери (1993), 6 редко исполняемых месс Дж. П. да Палестрины, выполненных на тематическом материале Чиприано де Роре и Жаке Мантуанского (1996—2000), месса, кантата и духовные мотеты Джакомо Кариссими, месса «Philomena praevia» Филиппа Вердело.